# 41-es busz (Székesfehérvár)
A székesfehérvári 41-es jelzésű autóbusz a Csapó utca – Kórház, Rendelőintézet – Vasútállomás – Maroshegy – Csapó utca útvonalon közlekedik. Ellenkező irányban a 40-es busz jár. A viszonylatot a Volánbusz üzemelteti.

## Útvonala
| Csapó utca → Kórház, Rendelőintézet → Vasútállomás → Maroshegy → Csapó utca | Csapó utca → Kórház, Rendelőintézet → Vasútállomás → Maroshegy → Csapó utca |
| --- | --------------------------------------------------------------------------- |
| Csapó utca vá. – Selyem utca – Piac tér – Budai út – Seregélyesi út – Hunyadi utca – Madách Imre utca – Mártírok útja – Béke tér – Prohászka Ottokár út – Horvát István utca – Széchenyi utca – Csikvári út – Batthyány utca – Szilvamag utca – Nagyváradi utca – Nagyszebeni utca – Székely utca – Nagybányai utca – Brassói utca – Balatoni út – Rádió utca – Vásárhelyi utca – Batthyány utca – Csikvári út – Széchenyi utca – – Vörösmarty tér – Piac tér – Palotai út – Halász utca – Csapó utca vá. |                                                                             |

## Megállóhelyei
Az átszállási kapcsolatok között az azonos útvonalon, de az ellenkező irányban közlekedő 40-es busz nincs feltüntetve. A két buszjárat útvonala a Horvát István utca megállóhelyek között megegyezik.
| 0  | Csapó utca induló végállomás  | | Tolnai Utcai Általános Iskola                                                                                        |
| 2  | Autóbusz-állomás              | 10, 11, 11A, 12, 12A, 12Y, 13, 13A, 13G, 13Y, 14, 14G, 15, 15Y, 26, 26A, 26G, 27, 36, 37, 38, 42, 43, 44 707, 718, 747, 748, 749, 750, 751, 757, 758, 759, 8000, 8001, 8002, 8010, 8011, 8013, 8030, 8032, 8033, 8035, 8037, 8039, 8040, 8046, 8047, 8048, 8049, 8050, 8055, 8060, 8062, 8065, 8066, 8067, 8068, 8069, 8070, 8078, 8080, 8086, 8090, 8092, 8093, 8095, 8096, 8097, 8098, 8099 1172, 1173, 1174, 1204, 1205, 1215, 1229, 1507, 1510, 1512, 1529, 1563, 1706, 1707, 1734, 1758, 1803, 1808, 1809, 1822, 1823, 1824, 1826, 1840, 1841, 1842, 1843, 1844, 1845, 1853 | Autóbusz-állomás, Alba Plaza, Belváros                                                                               |
| 6  | Távirda utca                  | 14, 22, 23E, 42, 43, 44 | |
| 9  | Gáz utca / Budai út           | 14, 14G, 22, 23, 23E, 31E, 33, 34, 42, 43, 44 707, 747, 748, 749, 750, 751, 757, 758, 759, 8030, 8032, 8033, 8035, 8037, 8039 1803, 1823, 1824 | Alba Regia Sportcentrum                                                                                              |
| 10 | Zrínyi utca                   | 14, 22, 23, 23E, 31E, 42, 43, 44 | Láncos Kornél Gimnázium, Gróf Széchenyi István Műszaki Szakközépiskola, Óbudai Egyetem – Alba Regia Egyetemi Központ |
| 11 | Király sor / Budai út         | 14, 22, 23, 23E, 31E, 42, 43, 44 707, 747, 748, 749, 750, 751, 757, 758, 759 1172, 1173, 1174, 1204, 1205, 1215, 1229 | |
| 13 | Mentőállomás                  | 14, 14G, 16, 30, 42, 43, 44 8030, 8032, 8033, 8035, 8037, 8039 1529, 1803, 1823, 1824, 1826, 1841 | Mentőállomás, Fejér Vármegyei Szent György Egyetemi Oktató Kórház, Halesz park                                       |
| 16 | Kórház, Rendelőintézet        | 30, 43, 44 | Fejér Vármegyei Szent György Egyetemi Oktató Kórház                                                                  |
| 18 | Kinizsi utca                  | 13, 13A, 20, 30, 43, 44 | |
| 19 | Gyár utca                     | 13, 13A, 20, 30, 43, 44 | |
| 20 | Vasútállomás                  | 13, 13A, 13G, 13Y, 20, 30, 31, 31E, 32, 33, 34, 35, 36, 37, 38, 43, 44 7315, 7398, 8010, 8011, 8013, 8082, 8086, 8092, 8093, 8624 S30 G30 Z30 S34 S35 G43 S150 S440 S450 IC, sebesvonat, gyorsvonat, expresszvonat | Vasútállomás, Vasvári Pál Gimnázium, Kodály Zoltán Általános Iskola és Gimnázium                                     |
| 22 | Prohászka Ottokár templom     | 13, 13A, 20, 33, 34, 35, 36, 37, 38, 43, 44 | Prohászka Ottokár-emléktemplom                                                                                       |
| 24 | Horvát István utca            | 11, 11A, 11G, 12, 12A, 12Y, 15, 15Y 8040, 8046, 8047, 8048, 8049 | |
| 26 | Sóstói temető                 | 11, 11A | Sóstói református temető                                                                                             |
| 27 | Stadion                       | 11, 11A | MOL Aréna Sóstó |
| 28 | Segesvári utca                | 11, 11A | Táncsics Mihály Általános Iskola                                                                                     |
| 30 | Batthyány köz                 | 11, 11A | |
| 31 | Rádió utca                    | 11, 11A | |
| 35 | Szilvamag utca                | | |
| 37 | Nagyszebeni utca 9.           | | |
| 38 | Nagyszebeni utca 39.          | | |
| 39 | Nagyszebeni utca 107.         | | |
| 41 | Szalontai utca / Székely utca | | |
| 42 | Nagybányai utca 24.           | | |
| 43 | Nagybányai utca 12.           | | |
| 44 | Brassói utca 88.              | | |
| 45 | Brassói utca 12.              | | |
| 48 | Maroshegyi Óvoda              | 11, 11A | |
| 49 | Batthyány köz                 | 11, 11A | |
| 51 | Segesvári utca                | 11, 11A | Táncsics Mihály Általános Iskola                                                                                     |
| 52 | Stadion                       | 11, 11A | MOL Aréna Sóstó |
| 53 | Sóstói temető                 | 11, 11A | Sóstói református temető                                                                                             |
| 55 | Horvát István utca            | 11, 11A, 11G, 12, 12A, 12Y, 15, 15Y 8040, 8046, 8047, 8048, 8049 | |
| 57 | Református Általános Iskola   | 11, 11A, 11G, 12, 12A, 12Y, 13, 13A, 13G, 13Y, 15, 15Y, 22, 23, 23E, 24, 25, 26, 26A, 36, 37, 38, 43, 44 | Református templom, Talentum Református Általános Iskola, József Attila Kollégium                                    |
| 59 | Autóbusz-állomás              | 10, 11, 11A, 12, 12A, 12Y, 13, 13A, 13G, 13Y, 14, 14G, 15, 15Y, 26, 26A, 26G, 27, 36, 37, 38, 42, 43, 44 707, 718, 747, 748, 749, 750, 751, 757, 758, 759, 8000, 8001, 8002, 8010, 8011, 8013, 8030, 8032, 8033, 8035, 8037, 8039, 8040, 8046, 8047, 8048, 8049, 8050, 8055, 8060, 8062, 8065, 8066, 8067, 8068, 8069, 8070, 8078, 8080, 8086, 8090, 8092, 8093, 8095, 8096, 8097, 8098, 8099 1172, 1173, 1174, 1204, 1205, 1215, 1229, 1507, 1510, 1512, 1529, 1563, 1706, 1707, 1734, 1758, 1803, 1808, 1809, 1822, 1823, 1824, 1826, 1840, 1841, 1842, 1843, 1844, 1845, 1853 | Autóbusz-állomás, Alba Plaza, Belváros                                                                               |
| 61 | Csapó utca érkező végállomás  | 11A, 12A, 13A, 15, 15Y, 17, 29, 42, 43, 44 | Tolnai Utcai Általános Iskola                                                                                        |